# Мельник Валерій В'ячеславович
Валерій В'ячеславович Мельник (7 січня 1983) — український спортсмен з настільного тенісу. Призер Чемпіонатів України. Майстер спорту України.

## Життєпис
Народився 7 січня 1983 року в Сімферополі.
Настільним тенісом почав займатись в 9 років у тренера Анатолія Шапіро.
Закінчив Придніпровську державну академію фізичної культури і спорту (2005).
У 1999 році виграв Клубний Чемпіонат України у складі клубу Норд Донецьк. У 2000 році переїхав до Дніпра. Там почав грати за місцеву команду «Причорномор'є», з якою у 2001 році став бронзовим призером Чемпіонату України. У 2001 та 2005 році у парі з Ігорем Гуділкіним ставав бронзовим призером Чемпіонату України. У 2006 році у складі команди «Донбас» Волноваха вигравав бронзу Чемпіонату України. У 2007 році виграв Чемпіонат Європи серед поліцейських у команді з Денисом Калачевським та Виталієм Левшиним. Того ж року взяв участь у Кубку ETTU складі команди «Авторитет» Харцизьк. У 2009 та 2010 вигравав бронзу у складі команд «ПАСС-АВТО» Чернігів та «Донбас» Волноваха. У 2011—2015 роках регулярно грав у турнірах серії ВОЛНТ Мастерс, в яких 4 рази був другим та двічі третім. У 2014 році у складі команди «Грета» Дружківка здобув бронзу Клубного Чемпіонату. На Чемпіонаті України 2018 року здобув бронзову медаль у парі з Олександром Тужиліним. У тому ж році виграв індивідуальні і командні змагання на Кубку України.
З 2016 року виступає за команду «Тенісна Академія» Суми. У 2017 та 2018 році двічі здобував срібло Командного Чемпіонату України. Двічі поспіль команда виходила до ETTU Cup. У розіграші ETTU Cup 2018/2019 Валерій Мельник зіграв у 3 матчах, в усіх 3 переміг.